# Свенссон, Фритьоф
Конрад Мартин Фритьоф Свенссон (швед. Konrad Martin Fritiof Svensson; 2 июня 1896, Бёлинге, коммуна Уппсала, лен Уппсала, Швеция — 5 марта 1961, Стокгольм, Швеция) — шведский борец греко-римского стиля, бронзовый призёр Олимпийских игр, чемпион мира.  

## Биография
На Летних Олимпийских играх 1920 года в Антверпене боролся в весовой категории до 62 килограммов (полулёгкий вес).Схватка по регламенту турнира продолжалась два раунда по 10 минут, и если никто из борцов в течение этих раундов не тушировал соперника, назначался дополнительный раунд, продолжительностью 20 минут, и после него (или во время него) победа присуждалась по решению судей. В отдельных случаях для выявления победителя мог быть назначен ещё один дополнительный раунд, продолжительностью 10 минут. Однако после первого дня соревнований организаторы пришли к выводу, что при такой системе они не успеют провести соревнования, и время схватки сократили до одного 10-минутного раунда, в котором победить можно было только на туше и 15-минутного дополнительного раунда, после которого победа отдавалась по решению судей. В полутяжёлом весе борьбу за медали вели 21 спортсмен. Турнир проводился по системе с выбыванием после поражения; выигравшие во всех схватках проводили свой турнир за первое место, проигравшие чемпиону разыгрывали в своём турнире второе место, проигравшие проигравшим чемпиону разыгрывали в своём турнире третье место. 
Фритьоф Свенссон во второй схватке был побеждён будущим победителем Оскари Фриманом и перешёл в турнир борцов за второе место, но и там был побеждён, отправившись в турнир за третье место. В этом турнире победил в двух встречах и завоевал бронзовую награду.  
| Выступление на Олимпийских играх 1920 года | Выступление на Олимпийских играх 1920 года | Выступление на Олимпийских играх 1920 года | Выступление на Олимпийских играх 1920 года | Выступление на Олимпийских играх 1920 года | Выступление на Олимпийских играх 1920 года | Выступление на Олимпийских играх 1920 года |
| Круг                                       | Соперник                                   | Страна                                     | Результат                                  | Баллы                                      | Всего баллов                               | Время схватки                              |
| ------------------------------------------ | ------------------------------------------ | ------------------------------------------ | ------------------------------------------ | ------------------------------------------ | ------------------------------------------ | ------------------------------------------ |
| 1                                          | Эдвин Йенсен                               | Дания                                      | Победа Туше                                |                                            |                                            | 12:28                                      |
| 2                                          | Оскар Фриман                               | Финляндия                                  | Поражение Туше                             |                                            |                                            | 7:38                                       |
| Полуфинал за второе место                  | Хейки Кяхкёнен                             | Финляндия                                  | Поражение По очкам                         |                                            |                                            | 31:34                                      |
| Полуфинал за третье место                  | Сандер Буманс                              | Бельгия                                    | Победа Туше                                |                                            |                                            | 21:57                                      |
| Финал за третье место                      | Эге Торгенсен                              | Дания                                      | Победа По очкам                            |                                            |                                            | 25:00                                      |

В 1922 году завоевал в Стокгольме звание чемпиона мира. В 1923 году победил на чемпионате Северных стран. 
На Летних Олимпийских играх 1924 года в Париже боролся в весовой категории до 62 килограммов (полулёгкий вес). Соревнования проводились по системе с выбыванием после двух поражений и в них участвовали 27 борцов. Места определялись по количеству побед. Продолжительность схватки была ограничена 20 минутами; в случае, если победитель не был выявлен, назначался шестиминутный овертайм борьбы в партере.
Свенссон в пятом и шестом кругах потерпел поражения от Алексантери Тойвола и Калле Антилла (будущих вице-чемпиона и чемпиона Олимпийских игр) и из турнира выбыл, оставшись на пятом месте. 
| Выступление на Олимпийских играх 1924 года | Выступление на Олимпийских играх 1924 года | Выступление на Олимпийских играх 1924 года | Выступление на Олимпийских играх 1924 года | Выступление на Олимпийских играх 1924 года | Выступление на Олимпийских играх 1924 года | Выступление на Олимпийских играх 1924 года |
| Круг                                       | Соперник                                   | Страна                                     | Результат                                  | Баллы                                      | Всего баллов                               | Время схватки                              |
| ------------------------------------------ | ------------------------------------------ | ------------------------------------------ | ------------------------------------------ | ------------------------------------------ | ------------------------------------------ | ------------------------------------------ |
| 1                                          | Ене Немет                                  | Венгрия                                    | Победа По очкам                            |                                            |                                            | 20:00                                      |
| 2                                          | Рене Ротенфлюк                             | Франция                                    | Победа Туше                                |                                            |                                            | 5:44                                       |
| 3                                          |                                            |                                            |                                            |                                            |                                            |                                            |
| 4                                          | Мартин Эдеберг                             | Нидерланды                                 | Победа По очкам                            |                                            |                                            | 20:00                                      |
| 5                                          | Алексантери Тойвола                        | Финляндия                                  | Поражение По очкам                         |                                            |                                            | 20:00                                      |
| 6                                          | Калле Антилла                              | Финляндия                                  | Поражение Туше                             |                                            |                                            | 10:45                                      |

Умер в 1961 году в Стокгольме